# Lemonia pia
Lemonia pia är en fjärilsart som beskrevs av Rudolf Püngeler, 1902. Lemonia pia ingår i släktet Lemonia och familjen fältspinnare, Brahmaeidae. Två underarter finns listade i Catalogue of Life, Lemonia pia friedeli T.J. Witt, 1979 och Lemonia pia ispira de Freina, 1999